# Året uden sommer
1816 var året uden sommer på grund af den indonesiske vulkan Tambora, som i forbindelse med et udbrud i april 1815 udspyede over 100 km³ sten og aske, som det næste års tid gav støv i atmosfæren over store dele af Nordamerika og Europa. Dette resulterede i mindre sollys, koldere vejr og ringere høstudbytte.